# 埼玉県道252号東伴場地男衾停車場線

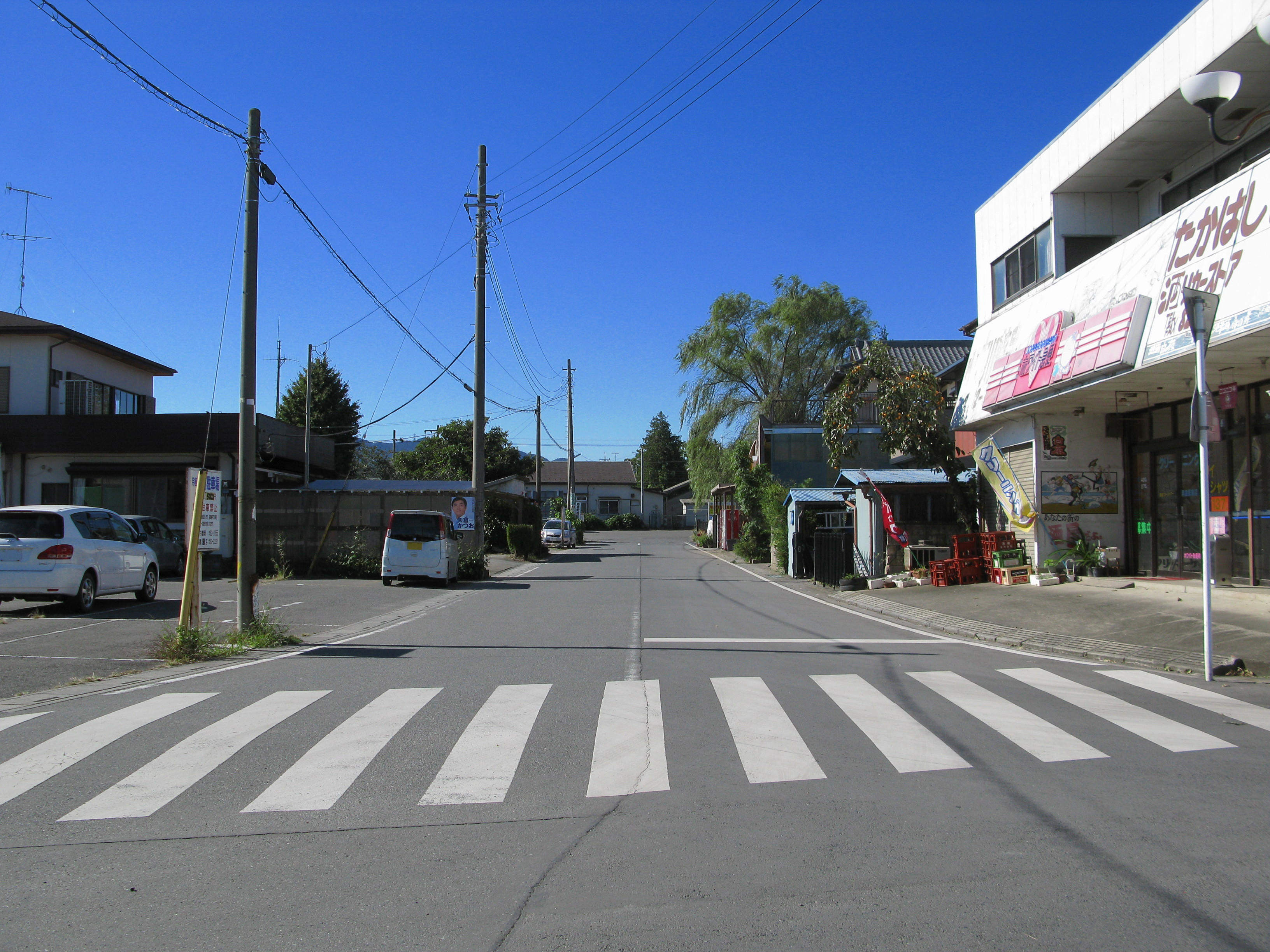
男衾駅付近（2012年11月）

埼玉県道252号東伴場地男衾停車場線（さいたまけんどう252ごう ひがしばんばじおぶすまていしゃじょうせん）は、埼玉県大里郡寄居町東伴場地から男衾停車場に至る一般県道である。

## 概要
- 起点：埼玉県大里郡寄居町東伴場地（埼玉県道274号赤浜小川線）
- 終点：埼玉県大里郡寄居町男衾（東武東上本線男衾駅）
- 距離：630m

## 接続する道路
- 埼玉県道274号赤浜小川線（埼玉県大里郡寄居町東伴場地）